# Ngodup Tsering
Ngodup Tsering (tibétain : དངོས་གྲུབ་ཚེ་རིང, Wylie : dngos grub tshe ring) né le 1er juillet 1953 est un homme politique tibétain, député et actuel ministre de l'éducation du gouvernement tibétain en exil.

## Biographie
Il est un ancien élève de l'université du Panjab à Chandigarh où il obtint comme diplôme, le Baccalauréat universitaire ès lettres
De 1979 à 1982, Ngodup Tsering a été député du Parlement tibétain en exil où il représente la province tibétaine de l'U-Tsang. 
Il a été nommé secrétaire adjoint du ministère de l'Éducation du gouvernement tibétain en exil en 1983. En 1987, il a été transféré au ministère de l'intérieur sur le même poste.
De 1991 à 1995, il a été directeur de l'Institut tibétain des arts du spectacle (TIPA).
En 1996, il a été promu au poste de secrétaire et nommé nouveau secrétaire du ministère de l'Éducation. En 1999, il a été transféré au ministère de l'Accueil de l'Administration centrale tibétaine comme le ministre de l'Intérieur.
De 2001 à 2008, il a été président de la Tibetan Association of Northern California,.
En 2012, il a été nommé secrétaire du ministère de l'Éducation par le premier ministre tibétain Lobsang Sangay qui le nomma ministre de ce ministère le 16 septembre 2014 avec l'approbation unanime du Parlement tibétain en exil.
Il a été le récipiendaire du meilleur personnel parmi les officiers classées en 1995, décerné par une association tibétaine basée en Suisse.
Le 1er décembre 2017, il est nommé représentant au bureau du Tibet de Washington DC, remplaçant Penpa Tsering.

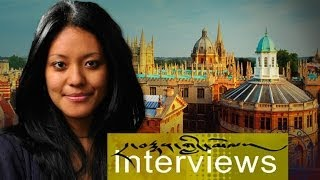
Tenzin Seldon

Il est le père de Tenzin Seldon, première Tibétaine à avoir reçu la bourse Rhodes en 2011.